# Marcello Barberio
Marcello Barberio (Simeri Crichi, 6 dicembre 1944) è un politico e scrittore italiano, ex sindaco di Simeri Crichi e presidente della provincia di Catanzaro.

## Biografia
Sindaco del comune di Simeri Crichi (CZ) dal 1982 a 1993 e dal 2011 al 2016, consigliere provinciale di Catanzaro(PCI-PDS) dal 1985 al 1999. Dal 1994 al 1995 è stato presidente della stessa Provincia, alla guida di una giunta di sinistra. Nel 1995 non venne riconfermato alla presidenza della nuova Provincia, ottenendo il 48% dei voti col raggruppamento Progressisti, Popolari, e Patto Democratici, di cui fu portavoce fino al 2000. Nel 1991 partecipò all'ultimo congresso (XX) del PCI.
Collabora da oltre 30 anni con Calabria Letteraria e con altre riviste storico-antropologiche. Nel 1985 ha vinto il premio storico-letterario Città di Taverna; nel 1986 gli è stato assegnato il Premio Nazionale "Ruocco" (XV edizione,Catanzaro, sez. politica) e, nel 2016, il Premio Lions Medio Ionio per l'impegno profuso in ambito sociale e culturale.
Vanta una biennale collaborazione con la redazione calabrese del quotidiano romano Paese Sera, degli anni '80; ha fatto parte, per più di 10 anni, del comitato di redazione della rivista La Provincia di Catanzaro e continua a collaborare con diversi periodici regionali. La sua esperienza alla presidenza della Provincia di Catanzaro è stata caratterizzata dalla tripartizione dell'ente intermedio, per effetto del decreto legislativo istitutivo delle nuove province di Crotone e Vibo Valentia.
Dagli archivi comunali e nazionali ha riportato alla luce la storia antica e recente della propria terra (Trischene e Ocriculum, Palio della Perdonanza di San Giovanni Battista a Simeri; Strage degli innocenti di Crichi del 1809; monumenti e lapidi commemorative di piazza Martiri;recupero castello e chiesa collegiata di Simeri) e dei suoi personaggi più illustri (San Bartolomeo da Simeri; Carlo Pisano, il teologo Roberto del XIV secolo, il poeta marinista Agazio Di Somma, il prete Nicola Barbuto, il can. Antonio Scalise, i protagonisti della democrazia municipale e i tanti eroi muti della storia). 
Il 7 aprile 1985, così titolava il Giornale di Calabria: "Premiato Barberio sindaco-scrittore" e il 29 maggio 2010, la Gazzetta del Sud: "Enea approdò sul Simeri, non distante dall'Uria - Lo sostiene lo storico Barberio, già presidente della Provincia di Catanzaro".

## Opere

### Libri
- Simeri Crichi olim Trischene, Tipo Meccanica, CZ, 1977
- ''Palepoli, dalla Troade a Catanzaro, Tipografica Mancaruso, CZ, 1980, a cura dell'Archeoclub d'Italia - (IT/ICCU/SBL0317422)
- ''Taverna, dalle origini ai giorni nostri,1985, a cura dell'Amministrazione Comunale di Taverna (cz),      prot. 508 dell'8.10.1984
- ''Da Ocriculum e Trischene, Rubbettino Industrie Grafiche Editoriali, Soveria Mannelli, 2004, (IT/ICCU/RCA/0723126)
- ''Lo specchio di Lucrezia, Edizioni Ursini, Cz,2007, (IT/ICCU/CSA/0115013)
- "'Arte del vivere felice o le tre giornate di oro" di Agazio Di Somma, poeta lirico (Introduzione),ristampa anastatica, Ursini Edizioni, Catanzaro, 2012